# La voce che hai dentro
La voce che hai dentro è una serie televisiva italiana diretta da Eros Puglielli, trasmessa in prima visione su Canale 5 dal 14 settembre al 6 ottobre 2023, con protagonisti Massimo Ranieri e Maria Pia Calzone.

## Trama
Michele Ferrara è un produttore discografico di Napoli a cui è stata imposta ingiustamente la pena di dieci anni nel carcere di Poggioreale per aver ucciso il padre Mimmo. Una volta libero da ogni accusa, Michele inizia a lavorare sodo per salvare la casa discografica di famiglia, la Parthenope, e per riconquistare la fiducia dei suoi cari grazie alla sua passione per la musica.

## Episodi
| Stagione       | Episodi | Prima TV |
| -------------- | ------- | -------- |
| Prima stagione | 8       | 2023     |

## Personaggi e interpreti

### Personaggi principali
- Michele Ferrara, interpretato da Massimo Ranieri. È un produttore discografico, marito di Maria e padre di Raffaele, Antonio e Anna, accusato ingiustamente di aver ucciso il padre Mimmo.
- Maria, interpretata da Maria Pia Calzone. È la moglie di Michele, madre di Raffaele, Antonio e Anna, che lavora come avvocato.
- Raffaele Ferrara, interpretato da Michele Rosiello. È il primogenito di Maria e Michele.
- Regina, interpretata da La Niña. È una giovane e talentuosa trapper. Inoltre, Michele si affida al suo talento per salvare la casa discografica di famiglia.
- Antonio Ferrara, interpretato da Erasmo Genzini. È il secondogenito di Maria e Michele.
- Anna Ferrara, interpretata da Giulia D'Aloia. È la terzogenita di Maria e Michele, ed è una virtuosa del pianoforte decisa a tutto per dimostrare l'innocenza di quest'ultimo.
- Gaetano Russo, interpretato da Gianfranco Gallo. È il nemico principale di Michele, che ha intenzione di comprare la casa discografica di quest'ultimo.
- Giulio, interpretato da Ruben Rigillo. È il nuovo compagno di Maria.
- Luigi, interpretato da Nando Paone. È il migliore amico di Michele.
- Letizia, interpretata da Sara Cardinaletti. È una stilista e moglie di Raffaele.
- Vincenzo, interpretato da Roberto Oliveri. È un cantante di talento, attirato dai guai.
- Vittoria, interpretata da Lucianna De Falco. È la segretaria della casa discografica di Michele.

### Personaggi secondari
- Dario Eros Tacconelli.
- Laura, interpretata da Chiara Stella Sorrentino.
- Tecnico suono, interpretato da Tommaso Sacco.
- Direttore carcerario, interpretato da Vincent Papa. È il direttore del carcere in cui Michele ha scontato la pena di dieci anni.
- Perla, interpretata da Alessia Pellegrino.
- Domenico, interpretato da Ciro Capano.
- Rosario, interpretato da Biagio Musella.
- Giornalista, interpretato da Fabrizio Nevola.
- Ivan, interpretato da Loris De Luna.

## Colonna sonora
La sigla della serie è Viento, edita da RTI Music, cantata e composta dallo stesso Massimo Ranieri e La Niña.

## Produzione
La serie è creata da Massimo Ranieri con Jean Ludwigg e Leonardo Valenti, questi ultimi due hanno anche firmato la sceneggiatura con Iole Masucci e Laura Sabatino, diretta da Eros Puglielli e prodotta da Lucky Red in collaborazione con Film Commission Regione Campania e RTI.

### Riprese
Le riprese sono state effettuate dal 29 agosto a fine novembre 2022, in seguito all'annuncio sui social di Massimo Ranieri. Tra le località utilizzate per le riprese vi è Napoli, Roma e Orvieto, in provincia di Terni (in particolare presso il teatro Mancinelli, il Duomo e il centro storico).

## Promozione
La serie è stata annunciata dallo stesso Massimo Ranieri a fine agosto 2022, dopo aver pubblicato un post sui social in cui ha comunicato la sua intenzione di tornare a recitare in una serie con lui protagonista. In seguito, è stata presentata il 10 settembre 2023 a Verissimo dallo stesso Ranieri.